# Kaltenborn (Guben)
Kaltenborn (niedersorbisch Stuźońk) ist ein Ortsteil der Stadt Guben im Landkreis Spree-Neiße in Brandenburg.

## Lage
Kaltenborn liegt in der Niederlausitz etwa drei Kilometer südwestlich von Guben entfernt. Umliegende Ortschaften sind die Stadt Guben im Norden und Osten, Schlagsdorf im Süden, die zur Gemeinde Schenkendöbern gehörenden Ortsteile Kerkwitz im Südwesten und Atterwasch im Westen sowie Deulowitz im Nordwesten.
Die Bundesstraße 112 nach Frankfurt (Oder) verläuft im südwestlichen Teil des Ortes. Durch Kaltenborn verläuft die Bahnstrecke Frankfurt (Oder)–Cottbus.

## Geschichte
Kaltenborn wurde am 1. Dezember 1295 als „Kaldenborn“ erstmals urkundlich erwähnt. Der Ortsname stammt aus deutschen Sprache und bedeutet „Ort an einem kalten Brunnen.“ Dies bezieht sich auf die Quelle eines Baches, der nahe dem Ort entspringt. In der folgenden Zeit änderte sich der Ortsname mehrfach. 1499 hieß er „Kaltborn“, 1511 „Calenborn“ und 1602 wurde der Ort als „Khaldenborn“ genannt.
Im Jahr 1775 wurde erstmals eine Gastwirtschaft in Kaltenborn erwähnt. Diese war im Besitz des Johann Gottlieb Karl Natke und wurde bis 1866 betrieben. Am 10. März 1837 brannte das gesamte Dorf nieder. Am 29. August 1846 wurde das gesamte Dorf bei einem weiteren Großbrand zerstört. Seit dem Jahr 1912 wurde in Kaltenborn eine Obstpresse betrieben. 1935 wurde aufgrund der hohen Brandgefahr eine Freiwillige Feuerwehr in Kaltenborn gegründet, diese ist heute in die Freiwillige Feuerwehr Guben integriert.
1952 wurde in Kaltenborn die erste Landwirtschaftliche Produktionsgenossenschaft mit zwei Mitgliedern gegründet. Bis 1962 traten dann fast alle Kaltenborner Bauern der LPG bei. Zwischen 1978 und 1985 entstanden in Kaltenborn drei Kleingartenanlagen, die heute noch genutzt werden. Nach der Wende in der DDR bildete man aus der LPG die Kooperative Abteilung Pflanzenproduktion. Die landwirtschaftlichen Nutzflächen wurden an ihre Besitzer zurückgegeben und von diesen verpachtet.
Kaltenborn lag seit jeher im Königreich Preußen, zwischen 1816 und 1945 war der Ort dort Teil des Regierungsbezirkes Frankfurt in der Teilprovinz Neumark. Innerhalb des Regierungsbezirkes wurde Kaltenborn vom Amtsbezirk Atterwasch verwaltet. Zur Zeit der Sowjetischen Besatzungszone lag die Gemeinde zwei Jahre im Landkreis Cottbus. Zum 1. Juli 1950 erfolgte die Eingemeindung nach Guben. Am 25. Juli 1952 wurde Kaltenborn dem neu gebildeten Kreis Guben im Bezirk Cottbus zugeordnet. Nach der Wende lag das Dorf zunächst im Landkreis Guben und wurde mit der brandenburgischen Kreisreform vom 6. Dezember 1993 dem Landkreis Spree-Neiße zugeordnet.
Kaltenborn ist Teil der Kirchengemeinde Atterwasch. Diese gehört zur Pfarrei Guben, welche seit dem 1. September 2004 dem Dekanat Cottbus-Neuzelle untergeordnet ist und zur Evangelischen Kirche Berlin-Brandenburg-schlesische Oberlausitz gehört.

## Politik
Als Ortsteil der Stadt Guben verfügt Kaltenborn über einen Ortsbeirat. Dieser vertritt die Interessen Kaltenborns gegenüber der Stadt Guben, insbesondere bei Investitionen im Ortsteil oder der Haushaltsplanung.
Seit der Kommunalwahl 2019 besteht der Ortsbeirat Kaltenborn aus drei Mitgliedern. Gewählt wurden Werner Soyke, Thomas Laugks und Manuela Wessel.
| Wahlvorschlag                       | Stimmen | Prozent | Sitze |
| ----------------------------------- | ------- | ------- | ----- |
| Wir Gubener Bürger (WGB)            | 85      | 11,2 %  | 0     |
| Bürgerverein Kaltenborn e. V. (BVK) | 400     | 52,6 %  | 2     |
| Wählergruppe Generation Kaltenborn  | 275     | 36,2 %  | 1     |

## Bevölkerungsentwicklung
| 1875 | 212 | 1933 | 336 |
| 1890 | 223 | 1939 | 356 |
| 1910 | 188 | 1946 | 579 |
| 1925 | 184 |      |     |